# دوري كرة القدم الإنجليزي 1954–55
دوري كرة القدم الإنجليزي 1954–55 (بالألمانية: Football League First Division 1954/55) هو موسم من دوري كرة القدم الإنجليزي. أقيم خلال الفترة 21 أغسطس 1954 وحتى 30 مايو 1955، وفاز فيه تشيلسي.